# Norðurá (Héraðsvötn)
Il Norðurá (in lingua islandese: fiume settentrionale) è un fiume che scorre nella regione del Norðurland vestra, nella parte nord-occidentale dell'Islanda.

## Descrizione
Il Norðurá è un fiume che scorre nella zona del fiordo Skagafjörður, nel comune di Akrahreppur. La sua portata media è di 15 m³/s.
Il fiume si origina sull'altopiano Öxnadalsheiði, nella zona dell'Hörgárdalsheiði. Scorre poi in direzione sud-sudovest nella valle Norðurárdalur, che prende il nome proprio dal fiume, fino ad andare a sfociare nel lago Héraðsvötn.
È formato dalla confluenza di numerosi ruscelli che garantiscono un flusso continuo di acqua. In primavera, nella penisola di Tröllaskagi lo scioglimento della neve nelle circostanti montagne alte più di 1000 metri, provoca un considerevole aumento del flusso d'acqua, che si riduce invece durante l'inverno, ma senza mai scomparire.

## Pesca
In agosto, che qui rappresenta la fine dell'estate, nel Norðurá viene praticata la pesca alla trota.

## Accesso
La Hringvegur, la grande strada ad anello che contorna l'interna Islanda, attraversa la valle lungo il percorso che dal fiordo Skagafjörður conduce verso la città di Akureyri. Il percorso è stato recentemente modificato e ora la strada corre in parte sopra una diga lungo il corso del fiume.